# Google Ads
Google Ads (раніше відомий як AdWords) — онлайн-сервіс, що надає послуги з відображення коротких рекламних текстів для вебкористувачів, частково ґрунтуючись на ключові слова, вказані рекламодавцями, що може зв'язати, скопіювати вміст вебсторінок, що відображаються користувачам.

## Система оплати
До 2002 року вся контекстна реклама Google Ads продавалася по системі CPM (cost-per-thousand impressions: «оплата за перегляди»), однак поступово був здійснений перехід на модель CPC (cost-per-click: «оплата за клік»). За системою «оплата за клік» працює пошукова реклама, а «оплата за перегляди» використовують для компаній в контекстно-медійній мережі (на сайтах-партнерах Google).
Кожного разу, коли користувач виконує пошук в Google, Google Ads проводить аукціон у реальному часі для визначення, які рекламні оголошення будуть відображені на сторінці результатів пошуку, а також їх позиції. Вартість кампанії Google Ads залежить від різних факторів, включаючи максимальну суму, яку рекламодавець та конкуренти готові заплатити за показ, і якість оголошення (на основі його релевантності, частоти кліків та розширень оголошення). Водночас на аукціоні за показ можуть брати участь рекламодавці, що використовують покращені інструменти, як-то Display & Video 360 або Search Ads 360 

## Націлювання
На початках Google AdWords надавав можливість мовного та географічного таргетування на певну аудиторію створюваного рекламного повідомлення. Тобто, реклама буде показуватись в певному регіоні і за мовними вподобаннями.
Наразі рекламодавцям доступні розширені можливості таргетування, зокрема:
1. Демографічний (вік, стать, місце проживання аудиторії тощо).
2. Тематичний — дозволяє обрати для показу реклами користувачів, котрі зацікавлені в певних темах, як-то "авто", "бізнес", "мистецтво" тощо.
3. Аудиторний таргетинг — дозволяє обрати для показу реклами аудиторію потенційних клієнтів, наприклад тих, хто обирає або вже готовий купити товар певної категорії. [3]

Також можна здійснити націлювання за метою пошуку користувачів в інтернеті.

## Місця розміщення реклами
В Google Ads можна налаштувати оголошення, які будуть відображатись у:
- пошуковій видачі Google;
- YouTube;
- Google Play;
- сайтах і додатках, що входять до Google Display Network.

## Звітність
Статистика облікових записів Google AdWords відображається у звітах на рівнях рекламних кампаній, груп оголошень, ключового слова або сайту. Вона включає:
- кількість кліків (clicks),
- показів (impressions),
- рейтинг кліків (CTR),
- середню ціну за клік або за тисячу показів (average CPC or CPM),
- вартість (cost),
- середню позицію (average position) * вилучено у вересні 2019 року[5]
- показник переходів (conversion rate), а також
- співвідношення між вартістю і переходом (cost-per-conversion).
- відсоток показів у верхній частині сторінки (search top impression share (IS))[6]
- відсоток показів на найпершій позиції (search absolute top impression share)

Рекламодавець може сам створювати звіти з цікавою для нього статистикою від рівня компанії до рівня сайту. Також можна скористатися сервісом Google Analytics, який аналізує, які сторінки відвідують читачі на сайті вебвидавця.
Таким чином, Google AdWords надає всі необхідні інструменти і формує дані, що дозволяють контролювати і змінювати хід рекламної компанії для покращення її ефективності.